# 双流機場駅
双流機場駅（そうりゅうきじょうえき、簡体字中国語: 双流机场站）は、中華人民共和国四川省成都市双流区にある、中国鉄路総公司（CR）成都鉄路局が管轄する成貴旅客専用線の駅である。2014年12月20日に開業した。
成都双流国際空港第2ターミナルの地下にあり、成都地下鉄10号線の双流機場2航站楼駅とも接続している。

## 参照
1. ↑  双流机场站正式投用 成都站8块钱直抵T2航站楼|机场|飞机_凤凰资讯